# 브라이튼 여의도 오피스텔
브라이튼 여의도 오피스텔(영어: BRIGHTEN Yeouido Officetel)은 대한민국 서울특별시 영등포구 여의도동에 있는 주상복합 건물이다. 2019년에 착공하여 2023년에 완공했다. 여의도 문화방송 구사옥을 철거하고 브라이튼 여의도(49층, 168m), 브라이튼 여의도 오피스텔(49층, 168m), 앵커원(49층, 168m)이 들어섰다.

## 역사
문화방송은 2017년 7월 24일 여의도 구 사옥에 NH투자증권 컨소시엄과 건설사 신영, GS건설이 참여하여 오피스텔 등 연면적 22만 제곱미터 규모의 복합 시설 4개 동을 2022년 하반기까지 완공하기로 합의하였다. 2019년 기존 지웰시티자이에서 브라이튼 여의도로 명칭을 변경했다. 브라이튼(BRIGHTEN)은 "반짝이게 하다", "~에 활기를 주다"라는 뜻이다. 2023년 9월 완공 후 여의도에서 가장 높은 오피스텔이 되었다.

## 높이
완공 당시 여의도에서 가장 높은 오피스텔이 되었다. 에스트레뉴 타워(49층, 154m)보다 높은 오피스텔이다.

## 특징
브라이튼 여의도는 여의도 MBC 그 자리에 새로운 상징을 올린다. 파노라믹 뷰는 도심에서 처음 경험하는 탁 트인 파노라마 조망이다. 아이코닉 로케이션은 국제금융도시 여의도 중심을 더 눈부시게 더 특별하게다. 클래스와이 라이프 스타일은 일상의 격을 한차원 더 높여주는 라이프 세상이다. 내러티브 오브 라이프는 여의도가 기다리던 가치를 담은 빛나는 삶의 이야기다. 글로우 스페이스는 생활도 전망도 와이도 하게 담아내는 특화 공간 디자인이다. 익스테리어 오브제는 여의도 스카이라인을 바꾸는 시그니처 그 이사이다. 라이프 인 여의도는 여의도의 특별한 내일이 펼쳐진다. 고소득 1인가구, SOHO 가구를 위한 트렌디한 감각의 업무와 주거공간이다. 유리는 입면분할창을 사용하고 있다. 총 849세대가 있다.
단지 구성은 전용면적 29~59㎡, 총 632실이 있고 평형 구성은 29㎡ 632실, 44㎡ 90실, 59㎡ 127실이 있다. 1인 가구 소형부터 가족을 위한 주택까지 구성됐다. 

## 내부 시설
브라이튼 여의도 오피스텔의 내부 시설이다.
| 층수                | 시설                        |
| ------------------- | --------------------------- |
| 24층 ~ 49층         | 오피스텔                    |
| 23층                | 피난안전구역 / 중간 기계실  |
| 4층 ~ 22층          | 오피스텔, 커뮤니티센터(4층) |
| 2층 ~ 3층           | 판매시설                    |
| 1층                 | 로비, 판매시설              |
| 지하 6층 ~ 지하 1층 | 지하주차장                  |

## 갤러리

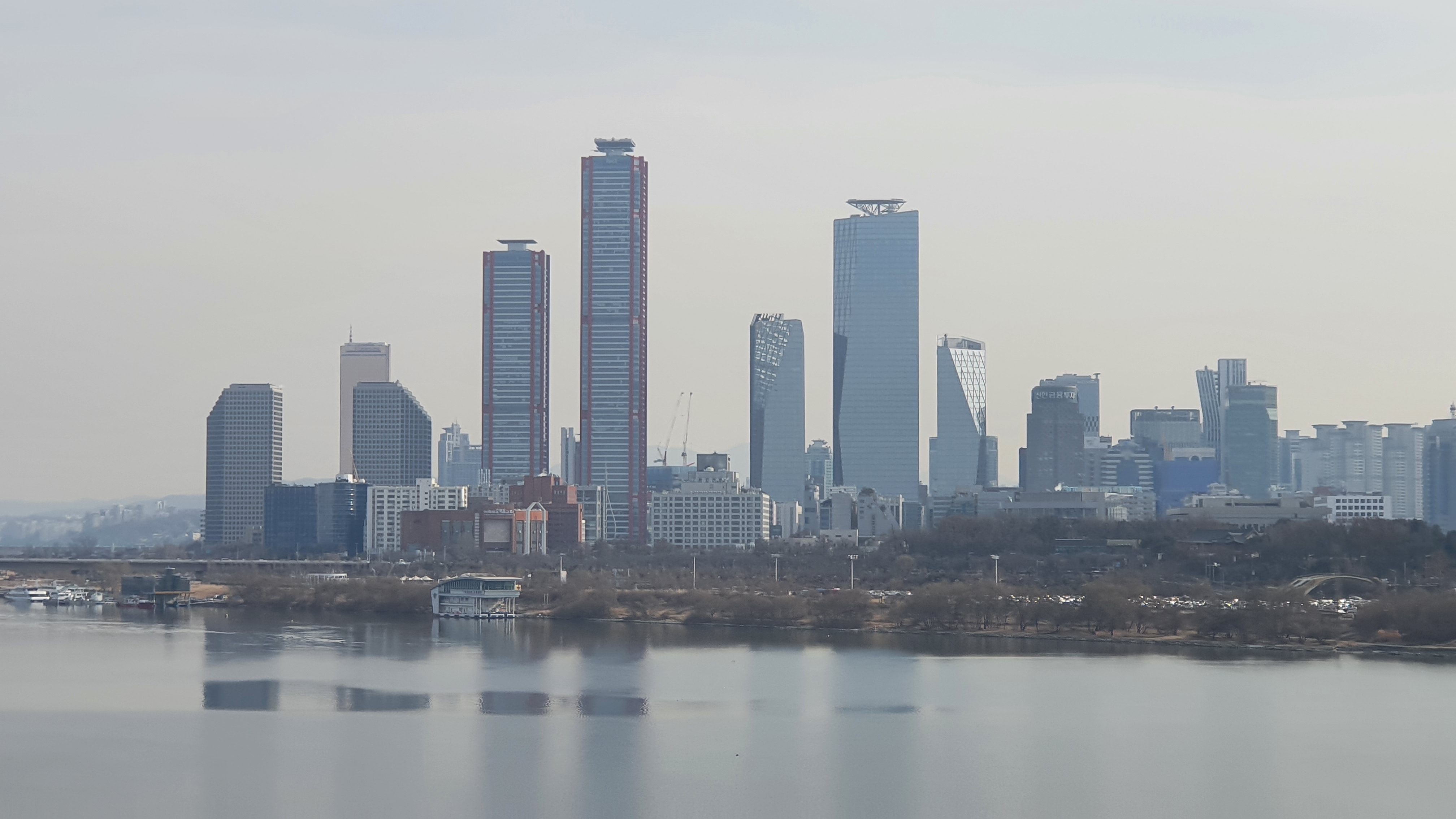
2022년 2월 9일
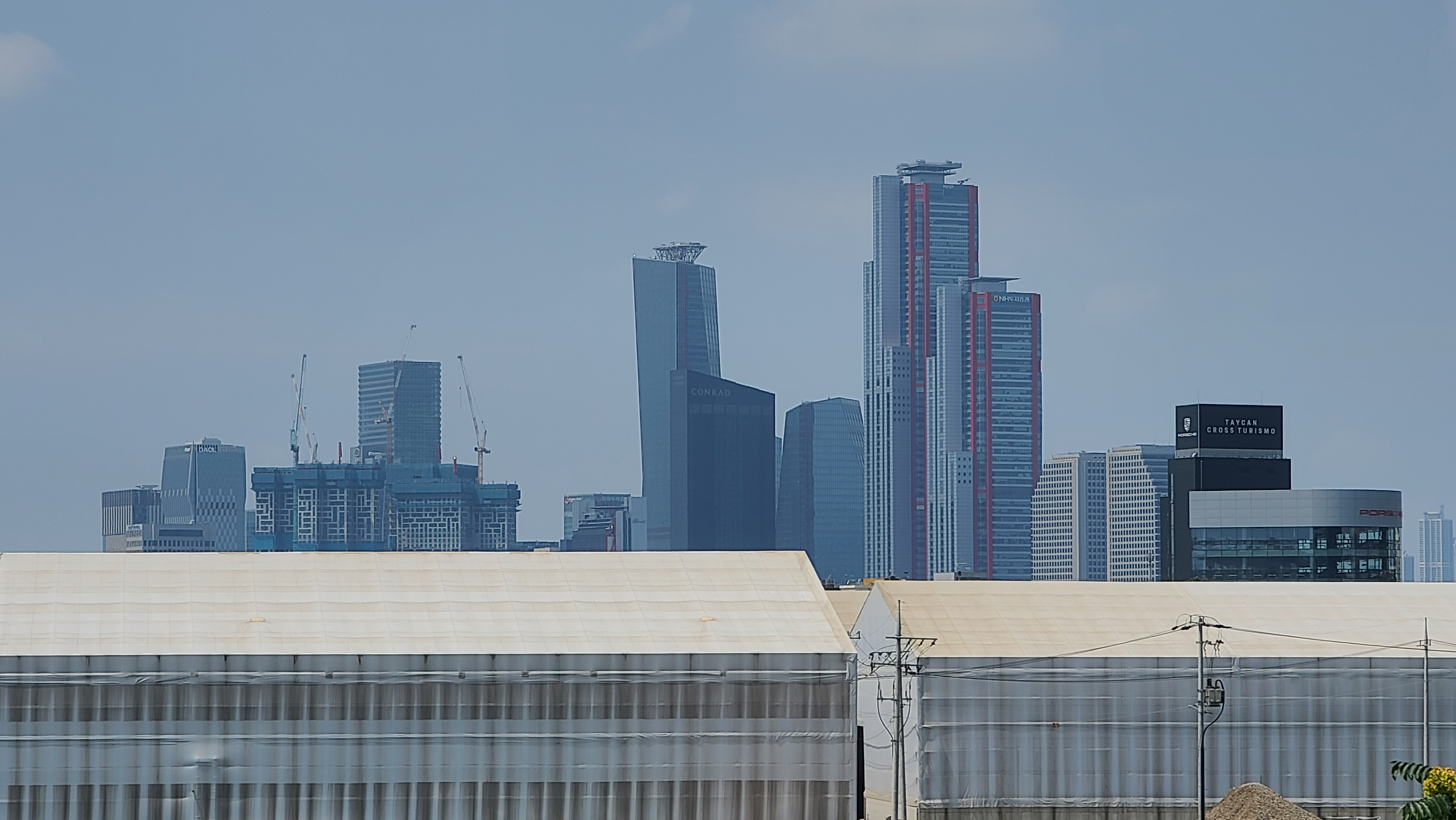
2022년 7월 28일
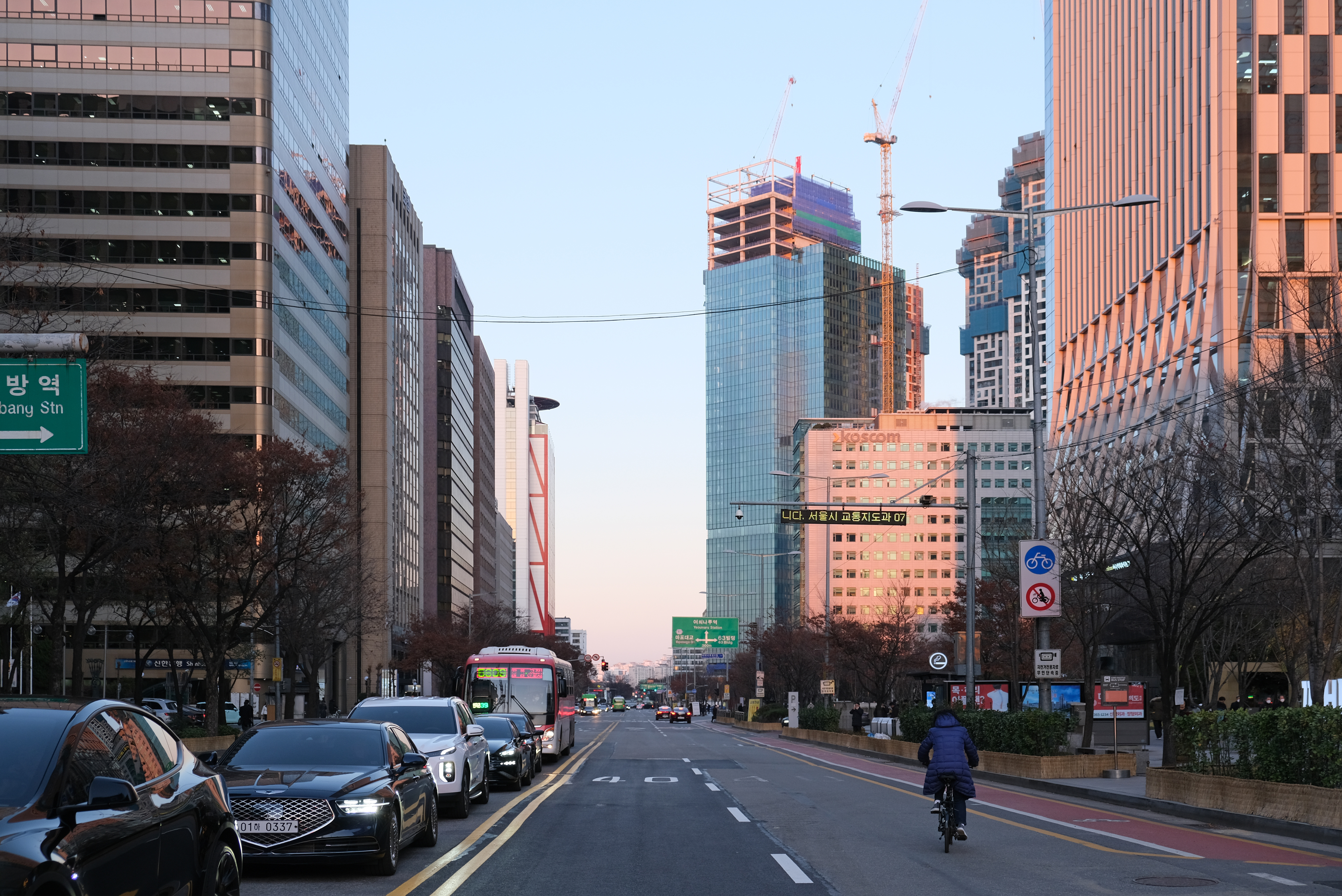
2022년 11월 1일
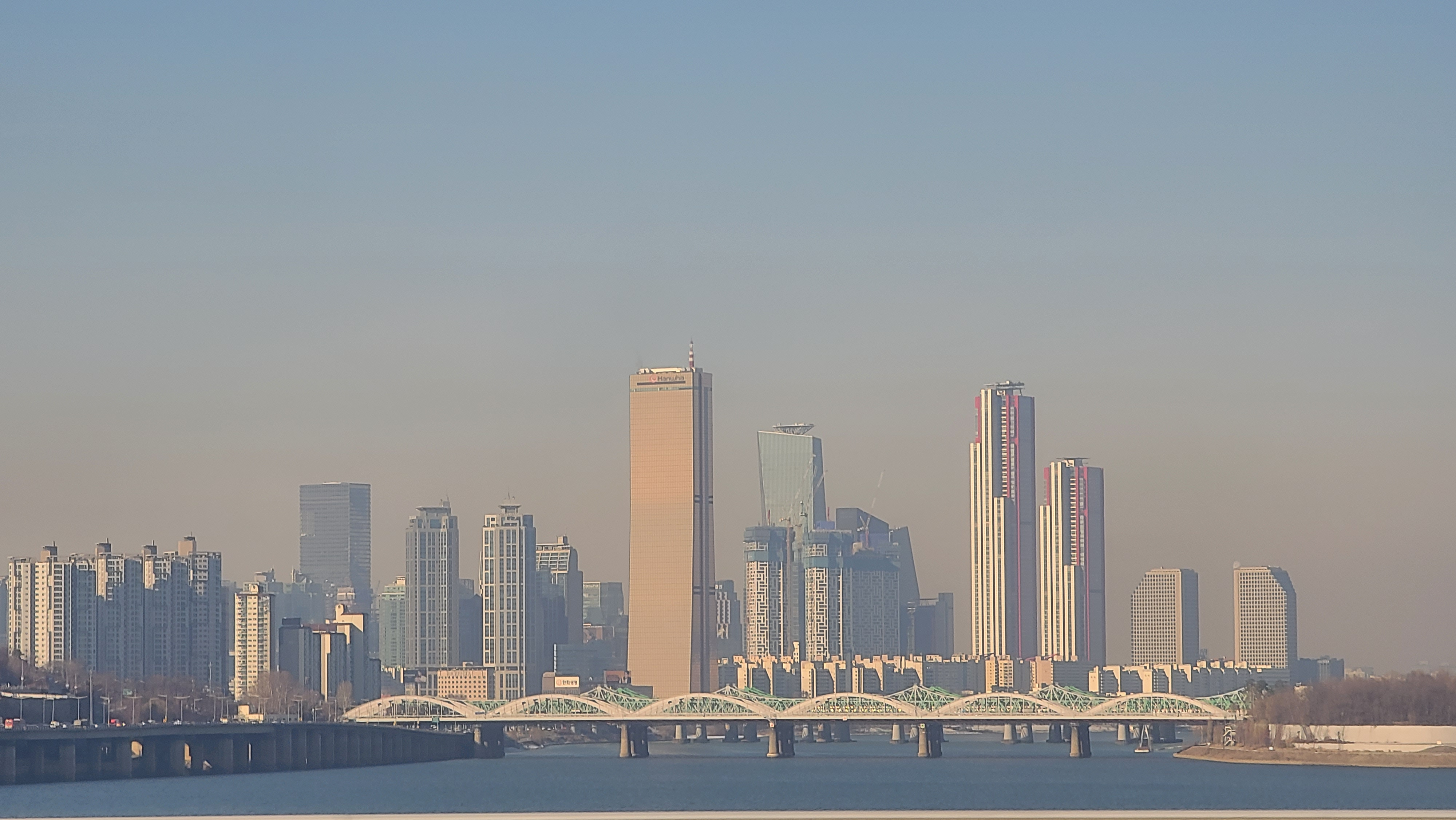
2022년 12월 20일
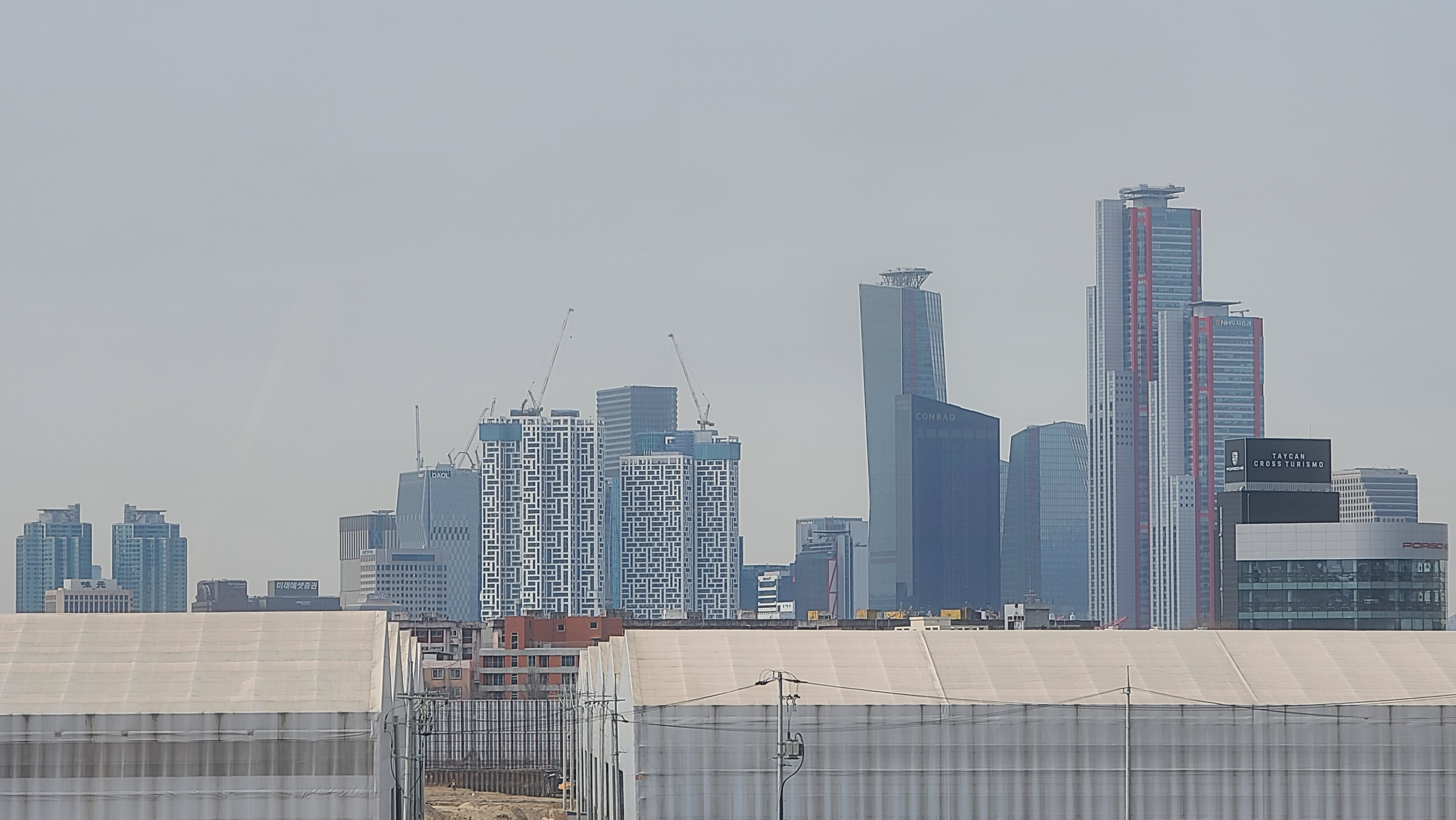
2023년 3월 17일
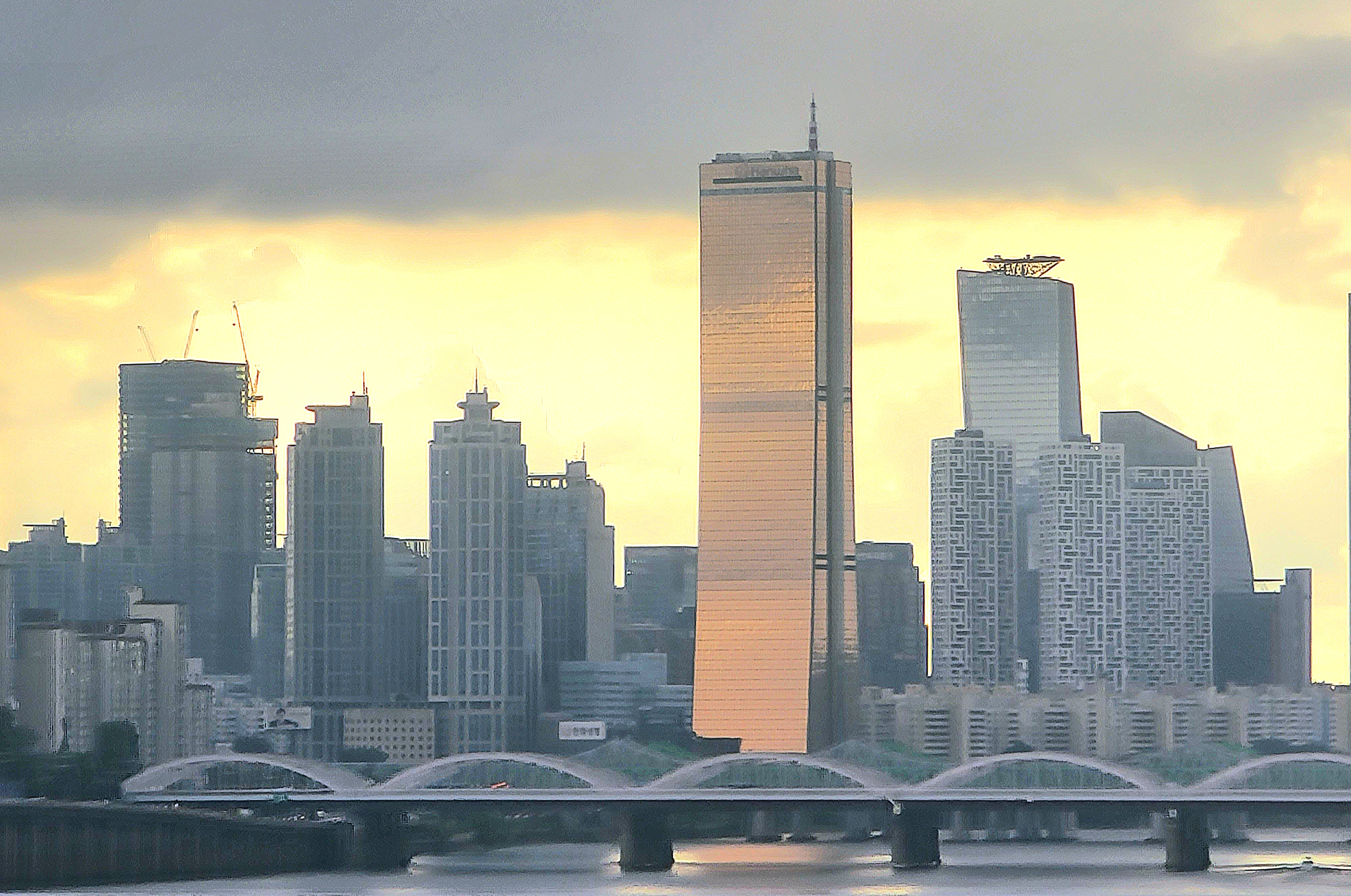
2023년 7월 26일
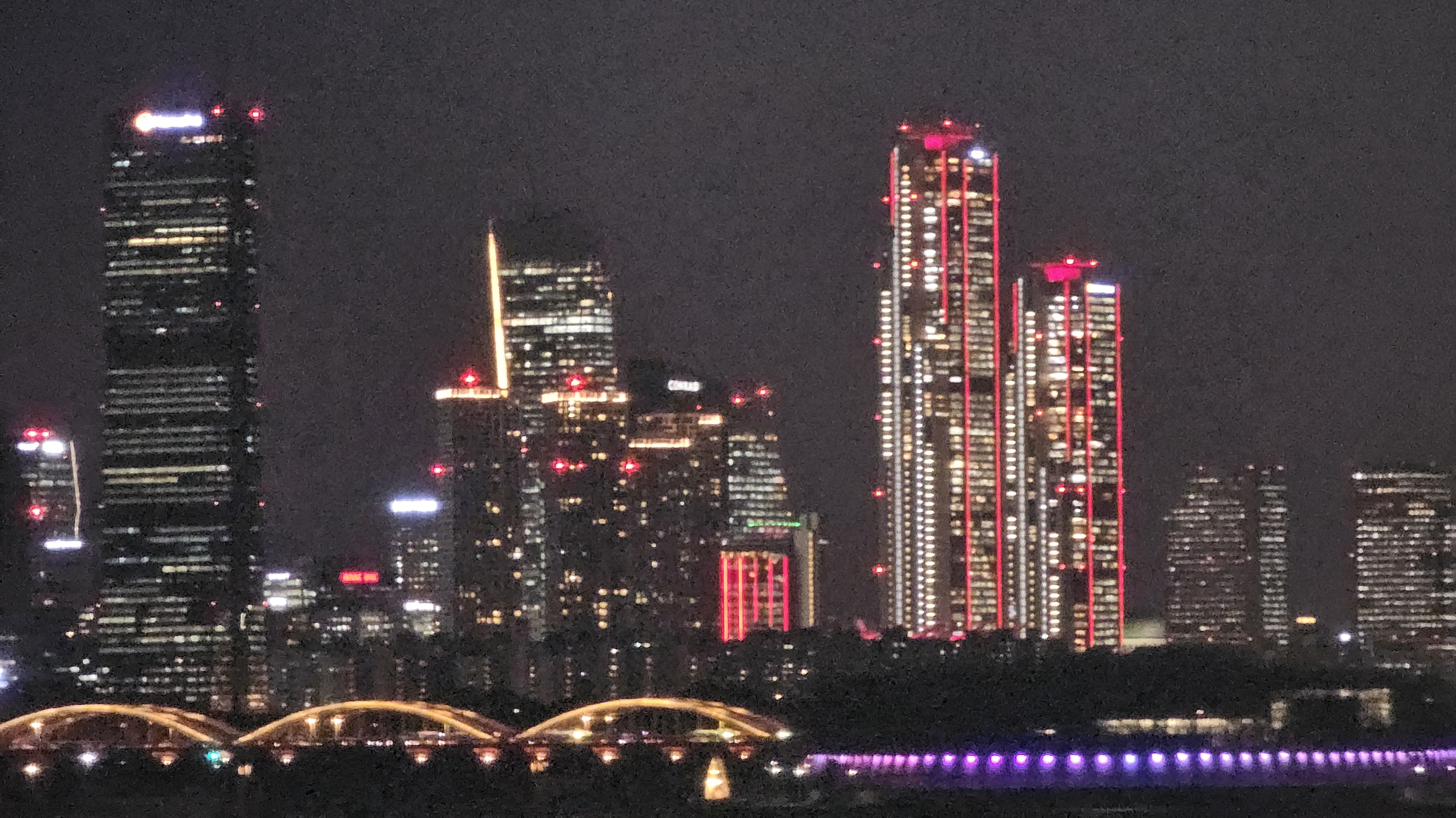
2024년 1월 15일

## 같이 보기
- 브라이튼 여의도
- 서울특별시의 마천루 목록